# Anne Buydens
Anne Buydens, nome artístico de Hannelore Marx (Hanôver, 23 de abril de 1919 - Beverly Hills, 29 de abril de 2021), foi uma filantropa, produtora e ocasionalmente atriz americana nascida na Alemanha. Ela era membro da International Best Dressed List desde 1970. Ela era viúva do ator Kirk Douglas, com quem foi casada por 65 anos até sua morte em 2020.

## Vida pessoal
Buydens nasceu em Hanôver, Alemanha, e na adolescência sua família emigrou para a Bélgica. Buydens continuou seus estudos na Bélgica e na Suíça.
Com os bombardeios nazistas em Bruxelas em 1940, decidiu fugir para a França. Porém, seus documentos eram alemães e para solucionar o problema, casou-se com o amigo Albert Buydens para obter a nacionalidade belga, tornando-se Anne Laure Buydens. Com a invasão nazista em Paris, Buydens passou a trabalhar em uma distribuidora de filmes. Após a Segunda Guerra, passou a trabalhar para o canal americano NBC, em Paris, e depois para John Huston na produção de "Moulin Rouge".
Buydens casou-se com o ator Kirk Douglas em 29 de maio de 1954. Ela teve dois filhos com ele: Peter (nascido em 23 de novembro de 1955) e Eric (21 de junho de 1958 – 6 de julho de 2004). Buydens se converteu ao judaísmo quando renovou seus votos de casamento com Douglas em 2004. Ela se tornou cidadã dos Estados Unidos em 1959.

## Morte
Morreu em 29 de abril de 2021, em sua casa em Beverly Hills aos 102 anos.